# Claude Benton Hudspeth

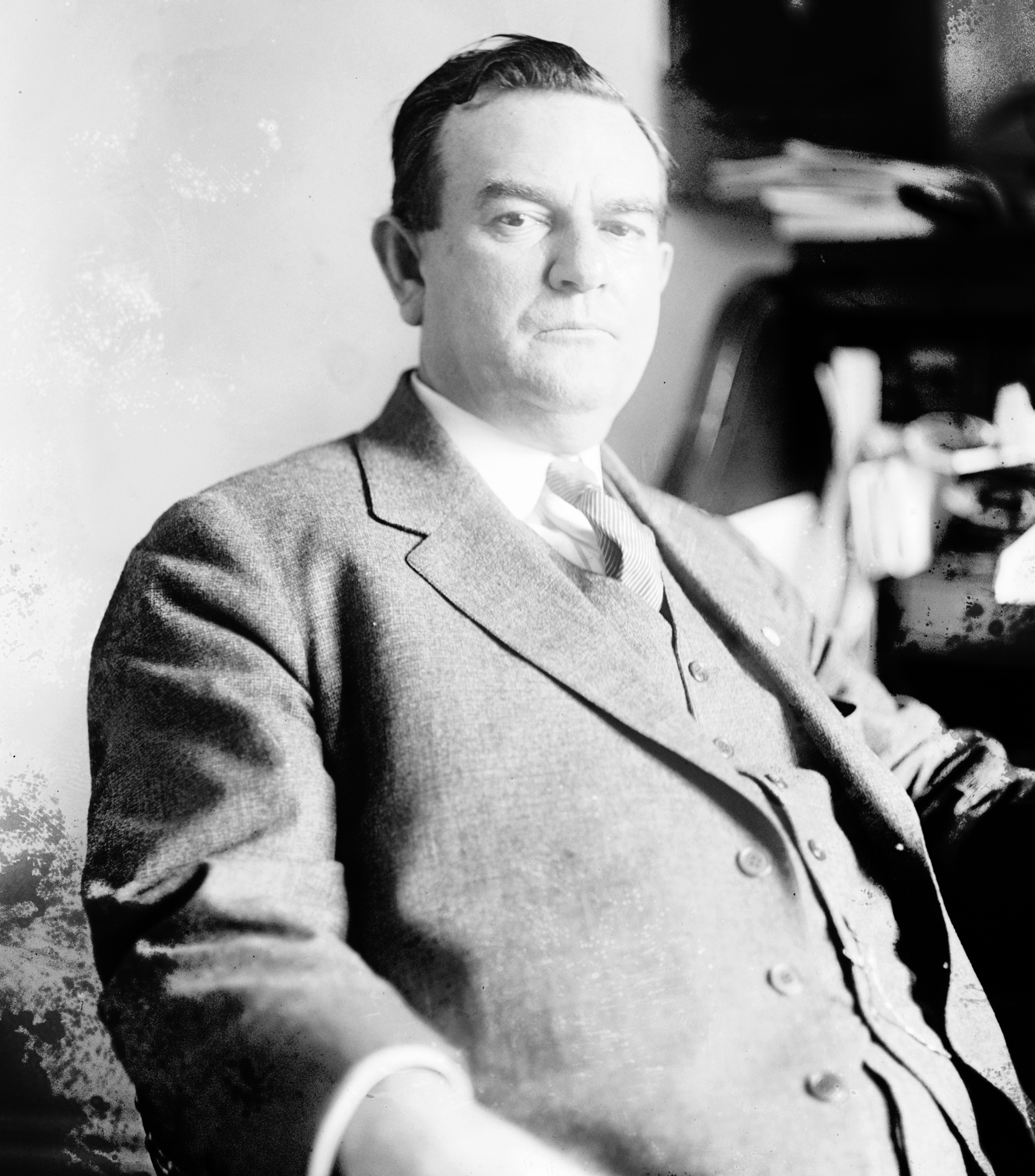
Claude Benton Hudspeth

Claude Benton Hudspeth (* 12. Mai 1877 in Medina, Bandera County, Texas; † 19. März 1941 in San Antonio, Texas) war ein US-amerikanischer Politiker. Zwischen 1919 und 1931 vertrat er den Bundesstaat Texas im US-Repräsentantenhaus.

## Werdegang
Claude Hudspeth besuchte die öffentlichen Schulen seiner Heimat und absolvierte danach eine Lehre im Druckerhandwerk. Im Jahr 1893 zog er nach Ozona, wo er einige Jahre lang eine Zeitung herausgab. Dort arbeitete er auch als Cowboy. Danach war er im Viehhandel und im Ranchgeschäft tätig. Gleichzeitig begann er als Mitglied der Demokratischen Partei eine politische Laufbahn. Zwischen 1902 und 1906 war er Abgeordneter im Repräsentantenhaus von Texas; von 1906 bis 1918 gehörte er dem Staatssenat an. In dieser Zeit war er viermal dessen Präsident. Nach einem Jurastudium und seiner 1909 erfolgten Zulassung als Rechtsanwalt begann er in El Paso in diesem Beruf zu arbeiten. Außerdem wurde er einer der Direktoren der Firma Texan Oil & Land Co.
Bei den Kongresswahlen des Jahres 1918 wurde Hudspeth im 16. Wahlbezirk von Texas in das US-Repräsentantenhaus in Washington, D.C. gewählt, wo er am 4. März 1919 die Nachfolge von Thomas L. Blanton antrat, der in den 17. Distrikt wechselte. Nach fünf Wiederwahlen konnte er bis zum 3. März 1931 sechs Legislaturperioden im Kongress absolvieren. In den Jahren 1919 und 1920 wurden der 18. und der 19. Verfassungszusatz ratifiziert. Seit Ende 1929 stand auch die Arbeit des Kongresses unter dem Eindruck der Weltwirtschaftskrise.
1930 verzichtete Claude Hudspeth auf eine weitere Kandidatur. Nach dem Ende seiner Zeit im US-Repräsentantenhaus zog er sich aus der Politik zurück. Er verbrachte seinen Lebensabend in San Antonio, wo er am 19. März 1941 verstarb.